# Entomosporiose
L'entomosporiose est une maladie cryptogamique qui touche particulièrement les cognassiers. Des taches rouges apparaissent sur les feuilles qui brunissent. Les feuilles deviennent alors jaunes et finissent par tomber. Il faut retirer les feuilles malades et traiter avec un fongicide. Le nom de la maladie provient de la forme d'insecte qu'a la spore du champignon (Entomosporium) cause de la maladie.